# Paratanais tanyherpes
Paratanais tanyherpes is een naaldkreeftjessoort uit de familie van de Paratanaidae. De wetenschappelijke naam van de soort is voor het eerst geldig gepubliceerd in 2012 door Blazewicz-Paszkowycz & Bamber.